# Chadera

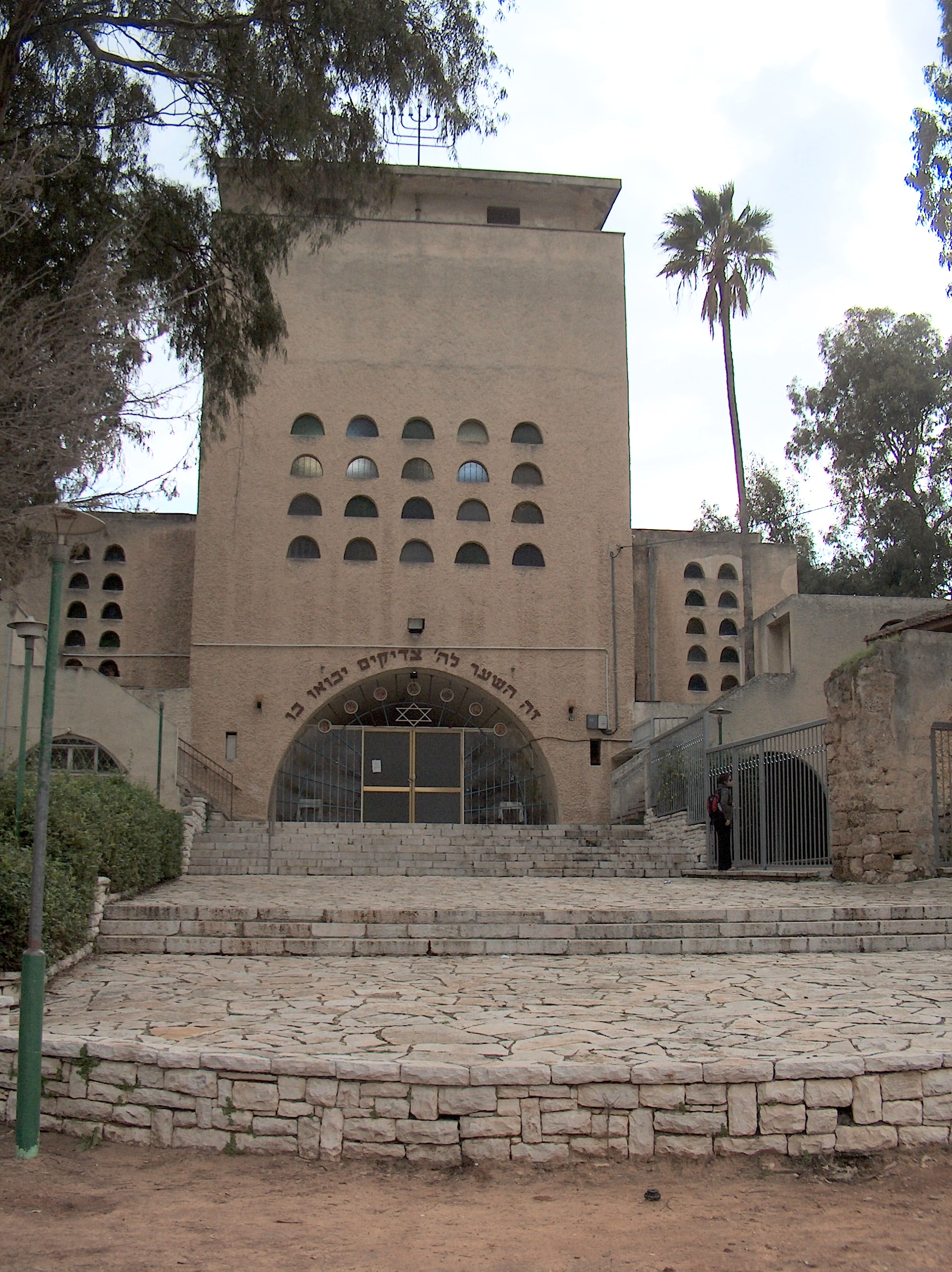
Große Synagoge in Chadera (erbaut 1936–1940)

Chadera (hebräisch חֲדֵרָה [xa'dɛra], arabisch الخضيرة al-Ḫuḍayraḧ; in Sprachen ohne den Laut ch (IPA χ) auch Hadera) ist eine Stadt in Nordisrael (Bezirk Haifa) am Mittelmeer.

## Geschichte
Der Ort wurde im Jahr 1891 als Moschawa gegründet. Chadera ist damit eine der ältesten Jischuwim in Israel. Der Name geht auf die vorherige arabische Siedlung H'dera/Al-Khadra/Al-Khdeira („Die Grüne“) zurück. Osmanische Bauherren errichteten in dem Ort einen Chan (arabisch خان), eine Karawanserei, deren Haupthaus eine Seitenlänge von 60 × 40 m und 26 Zimmer aufwies. Es bestand aus gepressten Steinen aus den Ruinen der Römerstadt Caesarea Maritima. Nachdem 1890 in Osteuropa mehrere Pogrome gewütet hatten, erwarben Olim der Bewegung Chibbat Zion aus Kovno, Riga und Vilnius von einem arabischen Großgrundbesitzer 30.000 Dunam sumpfiges Land. 1905 hatte der Ort 173 Einwohner, bis 1914 stieg die Zahl auf 410. Der Schriftsteller Josef Chaim Brenner lebte zeitweise hier. 1912 bis 1914 finanzierte der Kölner Jüdische Nationalfonds mit Hilfe des Palestine Office den Bau der Häusergruppe Nachliʾel, eine von Chadera abgetrennte Arbeiterwohnsiedlung für die jemenitischen Juden.

Die Siedler kämpften in den ersten Jahren gegen die Malaria und versuchten, die umliegenden Sumpfgebiete trockenzulegen; dafür wurden erstmals die heute weit verbreiteten Eukalyptusbäume eingeführt und angepflanzt. Unterstützung erhielten die ersten Siedler von Baron Edmond de Rothschild, der auch viele weitere Siedlungsprojekte förderte. Bei einem großen Anteil der angebauten Produkte handelt es sich um Zitrusfrüchte. Das Stadtwappen besagt: „Die mit Tränen säen, werden mit Jubel ernten.“ (Psalm 126,5)

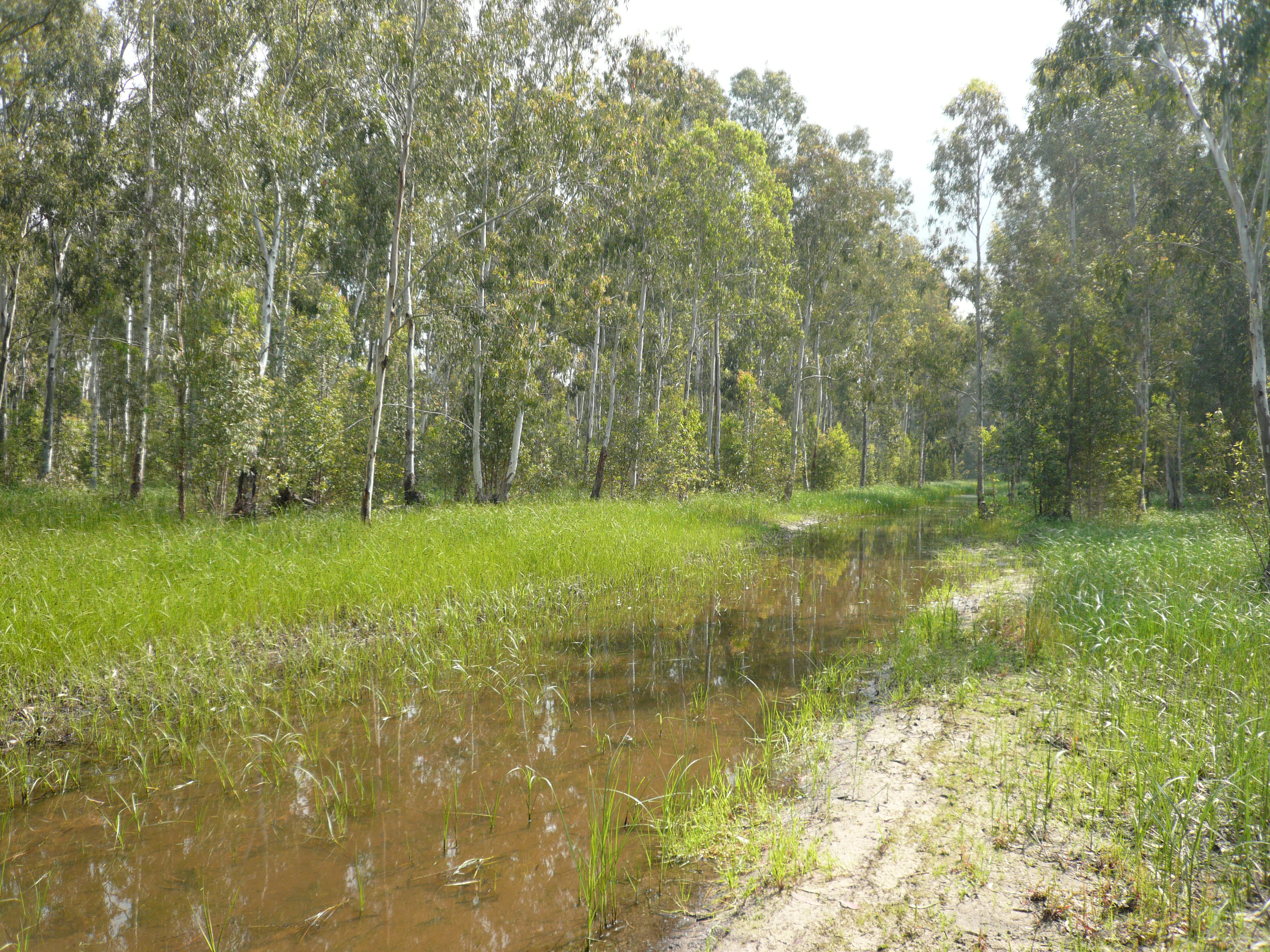
Sumpfiger Wald bei Chadera

Bis in die 1950er Jahre war Chadera der Hauptort der Scharonebene. Chadera hat seit dem Jahr 1952 den Status einer Stadtverwaltung. Allerdings wuchsen nach der Staatsgründung andere Städte in der Umgebung, vor allem Netanja, wesentlich schneller und haben heute eine größere Bedeutung. In Chadera wurde 1987 die erste Demokratische Schule Israels gegründet, die Democratic School in Hadera.

## Terroranschläge
- Am 28. Oktober 2001 haben in Chadera zum ersten Mal von der Palästinensischen Autonomiebehörde angestellte Sicherheitskräfte ein Attentat auf Israelis verübt. Die beiden Attentäter fuhren mit ihrem Fahrzeug durch die Stadt und schossen mit M-16-Schnellfeuergewehren wahllos auf Passanten auf dem Bürgersteig. Sie töteten vier Frauen: Lidia Marco (63 Jahre), Ayala Levy (39 Jahre), Sima Menachem (30 Jahre) und Smadar Levy (23 Jahre) und verletzten 44 Menschen zum Teil schwer, bevor sie von der Polizei getötet werden konnten.[6]

- Am 29. November 2001 zündete ein palästinensischer Selbstmordattentäter eine Bombe in einem Linienbus, als dieser ein Ausbildungscamp der israelischen Armee nahe Chadera passierte. Dabei wurden drei Israelis, darunter Inbal Weiss (22 Jahre) und Ichiav Alshayd (28 Jahre), getötet und mindestens neun teils schwer verletzt.[7]

- Am 17. Januar 2002 überfiel ein bewaffneter Palästinenser eine Bat-Mizwa-Gesellschaft in einem Tanzsaal der Stadt Chadera. Er tötete sechs Menschen und verletzte 33. Bei dem Attentat starben Aharon Ben Yisrael-Alis (32), Dina Binayaw (48), Edward (48) und Antoli Bakschayaw (63), Avi Yazadi (25) und Boris Melihow (56). Die al-Aqsa-Märtyrerbrigaden bekannten sich zu dem Anschlag.[8]

- Am 27. März 2022 wurden zwei Polizisten an einer Bushaltestelle getötet. Vier weitere Personen wurden verletzt, die beiden Täter, arabische Israelis,[9] wurden erschossen.[10] Der sogenannte Islamische Staat[9] beansprucht, für die Tat verantwortlich zu sein.

## Einwohnerentwicklung
Die Ergebnisse der Volkszählungen siehe unter: Tabelle der Stadtverwaltungen.

## Wirtschaft
An der Mittelmeerküste Chaderas liegt das wichtige Elektrizitätswerk Orot Rabin (hebräisch für „Rabins Lichter“), benannt nach dem ermordeten israelischen Ministerpräsidenten Jitzchak Rabin. Das Kraftwerk verbrennt Importkohle, die direkt an einem anliegenden Pier von den Schiffen gelöscht wird. Es ist wegen der vier hohen Schornsteine von weither sichtbar und gilt deswegen als ein bekannter Orientierungspunkt im nördlichen Zentralisrael.
Für Touristen sind vor allem das nahe Karmelgebirge und die ausgegrabenen Ruinen des wenige Kilometer nordwestlich liegenden Caesarea mit vielen Überresten aus römischer Zeit interessant. Noch heute befindet sich südlich von Chadera ein größeres sumpfiges Waldgebiet.

## Städtepartnerschaften
- Saint Paul, Vereinigte Staaten seit 1981
- Tomar, Portugal seit 1983
- Nürnberg, Deutschland seit 1995[11]
- Haren, Niederlande
- Charlotte, Vereinigte Staaten seit 2008

## Söhne und Töchter der Stadt
- Ora Namir (1930–2019), Politikerin und Diplomatin
- Schimon Stein (* 1948), Diplomat und Botschafter Israels in Deutschland
- Orna Grumberg (* 1952), Computerwissenschaftlerin und Informatik-Professorin
- Israel Hame’iri (* 1948), Schriftsteller und Hochschullehrer[12]
- Yaacov Hecht (* 1958), Pädagoge und Begründer der Demokratischen Schule
- Gal Uchovsky (* 1958), Drehbuchautor, Journalist und Filmproduzent
- Mosche Kachlon (* 1960), Politiker
- Ofra Harnoy (* 1965), Cellistin
- Revital Swid (* 1967), Politikerin und Rechtsanwältin
- Emanuel Gat (* 1969), Tänzer und Choreograf
- Ifat Reshef (* nach 1970), Diplomatin, Botschafterin Israels in der Schweiz
- Sarit Hadad (* 1978), Sängerin
- Alon Stein (* 1978), Basketballspieler
- Tal (* 1989), israelisch-französische Sängerin
- Alon Turgeman (* 1991), Fußballspieler
- Ziv Morgan (* 2000), israelisch-portugiesischer Fußballspieler
- Irena Kusnezow (* 2004), Fußballspielerin